# 片桐功敦
片桐 功敦（かたぎり あつのぶ、1973年 - ）は、日本の華道家。

## 来歴
大阪府堺市生まれ。花道みささぎ流の家系に育ち、24歳で家元襲名。主な代表作に、滋賀県佐川美術館で桜のみを数万本いけた「泉／滝」などがある。
- 1997年 三代目家元を襲名。
- 2001年 西行の眠る弘川寺で初個展を開く。
- 2005年 教室とコラボレート・スペースを兼ねた主水書房を開設。
- 2008年 写真集『見送り／言葉』刊行。

## 作品集
- 『見送り／言葉』主水書房、2008年
- 『シゼンのカケラ』京阪神エルマガジン社、2011年
- 『Sacrifice 未来に捧ぐ、再生のいけばな』青幻舎、2015年

## 関連人物
- 中川幸夫
- 東學